# Macrotera arcuata
Macrotera arcuata är en biart som först beskrevs av Fox 1893.  Macrotera arcuata ingår i släktet Macrotera och familjen grävbin. Inga underarter finns listade i Catalogue of Life.